# Albania en los Juegos Olímpicos de Barcelona 1992
Albania estuvo representada en los Juegos Olímpicos de Barcelona 1992 por un total de 7 deportistas que compitieron en 4 deportes.  
El portador de la bandera en la ceremonia de apertura fue el tirador Kristo Robo. El equipo olímpico albanés no obtuvo ninguna medalla en estos Juegos.